# Zelometeorium patulum
Zelometeorium patulum là một loài Rêu trong họ Meteoriaceae. Loài này được (Hedw.) Manuel miêu tả khoa học đầu tiên năm 1977.